# Phaloesia saucia
Phaloesia saucia là một loài bướm đêm thuộc phân họ Arctiinae, họ Erebidae.